# ラ・エキダ
クルブ・デポルティーボ・ラ・エキダ・セグーロス（スペイン語: Club Deportivo La Equidad Seguros）、通称ラ・エキダ (スペイン語: La Equidad) はコロンビア・ボゴタに本拠地を置くサッカークラブである。

## 歴史
1982年設立。2006年にはプリメーラBで優勝した。最高成績は2007後期, 2010前期, 201前期の準優勝。
2025年1月15日、アメリカを拠点とするタイリス＝ポーター・グループがラ・エキダの株式99%を買収したことが報じられた。同グループは不動産投資家のアル・タイリス、メキシコのクルブ・ネカクサ重役のサム・ポーターに加えて、俳優のエヴァ・ロンゴリア、ライアン・レイノルズ、ロブ・マケルヘニー（レイノルズとマケルヘニーはレクサムAFC共同オーナーでもある）、MLB投手のジャスティン・バーランダーと妻でモデルのケイト・アプトン、元NBA選手のショーン・マリオンらで構成されているコンソーシアムである。

## タイトル

### 国内タイトル
- カテゴリア・プリメーラB

 (1): 2006
- コパ・コロンビア

 (1): 2008

### 国際タイトル
なし

## 現所属メンバー
2025年2月11日 現在
注：選手の国籍表記はFIFAの定めた代表資格ルールに基づく。
| No. | Pos. |            | 選手名                 |
| --- | ---- | ---------- | ---------------------- |
| 1   | GK   | ベネズエラ | クリストファー・バレラ |
| 2   | MF   | コロンビア | ダニエル・ポランコ     |
| 3   | DF   | コロンビア | アンドレス・コレア ()  |
| 4   | DF   | コロンビア | ギジェルモ・テーゲ     |
| 5   | MF   | コロンビア | デイソン・コペテ       |
| 6   | MF   | コロンビア | サンティアゴ・オロスコ |
| 7   | FW   | コロンビア | アイロン・デル・バジェ |
| 8   | FW   | コロンビア | セバスティアン・タマラ |
| 9   | FW   | ブラジル   | ヘナン・オリヴェイラ   |
| 10  | FW   | コロンビア | ウィルマール・クルス   |
| 11  | FW   | コロンビア | ベッカム・カストロ     |
| 12  | GK   | コロンビア | アンドレス・ペレス     |

| No. | Pos. |            | 選手名                   |
| --- | ---- | ---------- | ------------------------ |
| 13  | FW   | コロンビア | フランシスコ・チャベラ   |
| 14  | MF   | コロンビア | フェリペ・アコスタ       |
| 18  | MF   | コロンビア | ジョナタン・カイセド     |
| 21  | DF   | コロンビア | サンティアゴ・ゴメス     |
| 24  | DF   | コロンビア | ブライアン・モンターニョ |
| 25  | MF   | コロンビア | サンティアゴ・ロペス     |
| 26  | DF   | コロンビア | アマウリ・トラルボ       |
| 28  | MF   | コロンビア | ファビアン・チャベラ     |
| 29  | DF   | コロンビア | レイデル・リアスコス     |
| 30  | DF   | コロンビア | ブレイネル・アグロン     |
| 39  | MF   | コロンビア | ブランドン・キニョネス   |

## 歴代所属選手
- ロマン・トーレス 2007-2015
- ガブリエル・トーレス 2008, 2009
- サンティアゴ・アリアス 2009-2011
- ガブリエル・ゴメス 2011
- ホセ・アルシデス・モレノ 2013-2014
- ミゲル・ボルハ 2013
- ワソン・レンテリア 2015
- クリスティアン・ボニージャ 2015, 2017-2018, 2019, 2021
- ファビアン・バルガス 2016-2018